# Sucha Góra Zachodnia
Sucha Góra Zachodnia (406 m) – szczyt  Pogórza Rożnowskiego.
Znajduje się w długim paśmie ciągnącym się od Czchowa po Gromnik. W pasmie tym wyróżniają się kolejno szczyty: Czubica (452 m),  Mogiła (478 m), Styr Północny (460 m), Styr Południowy (469 m), Sucha Góra Zachodnia (406 m) i Sucha Góra (378 m).
Sucha Góra Zachodnia wznosi się nad miejscowościami Brzozowa i Jastrzębia. Stosunkowo płaski wierzchołek jest bezleśny, zajęty przez pola  i zabudowania należącego do Jastrzębi osiedla Góry. Większą część stoków porastają lasy. Cieki spływające z masywu Suchej Góry zasilają potoki  Brzozowianka i Słonianka (Bieśnik).
W okresie II wojny światowej lasy Suchej Góry i Suchej Góry Zachodniej stanowiły bazę partyzantów AK. We wrześniu 1944 Niemcy przystąpili do „oczyszczania terenu” z partyzantów, którzy podjęli walkę. Na stokach i wierzchowinie Suchej Góry partyzanci zabili 13 niemieckich żołnierzy. Niemcy w odwecie spalili 13 domów w rejonie Suchej Góry i Jastrzębi oraz zabili 3 mieszkańców. 
Przez Suchą Górę prowadzą 3 szlaki turystyczne. Ich skrzyżowanie znajduje się na południowo-zachodniej stronie szczytu. Dwa z nich (żółty i zielony) przechodzą tuż po południowej stronie szczytu.
 Brzozowa kościół – Sucha Góra – Sucha Góra Zachodnia – Jastrzębia
 Piaski-Drużków (prom) – Głowaczka – Ruda Kameralna – Mogiła – Styr Południowy – Olszowa – Sucha Góra Zachodnia – Sucha Góra – Polichty
 Zakliczyn – Sucha Góra Zachodnia